# تصفیه پساب

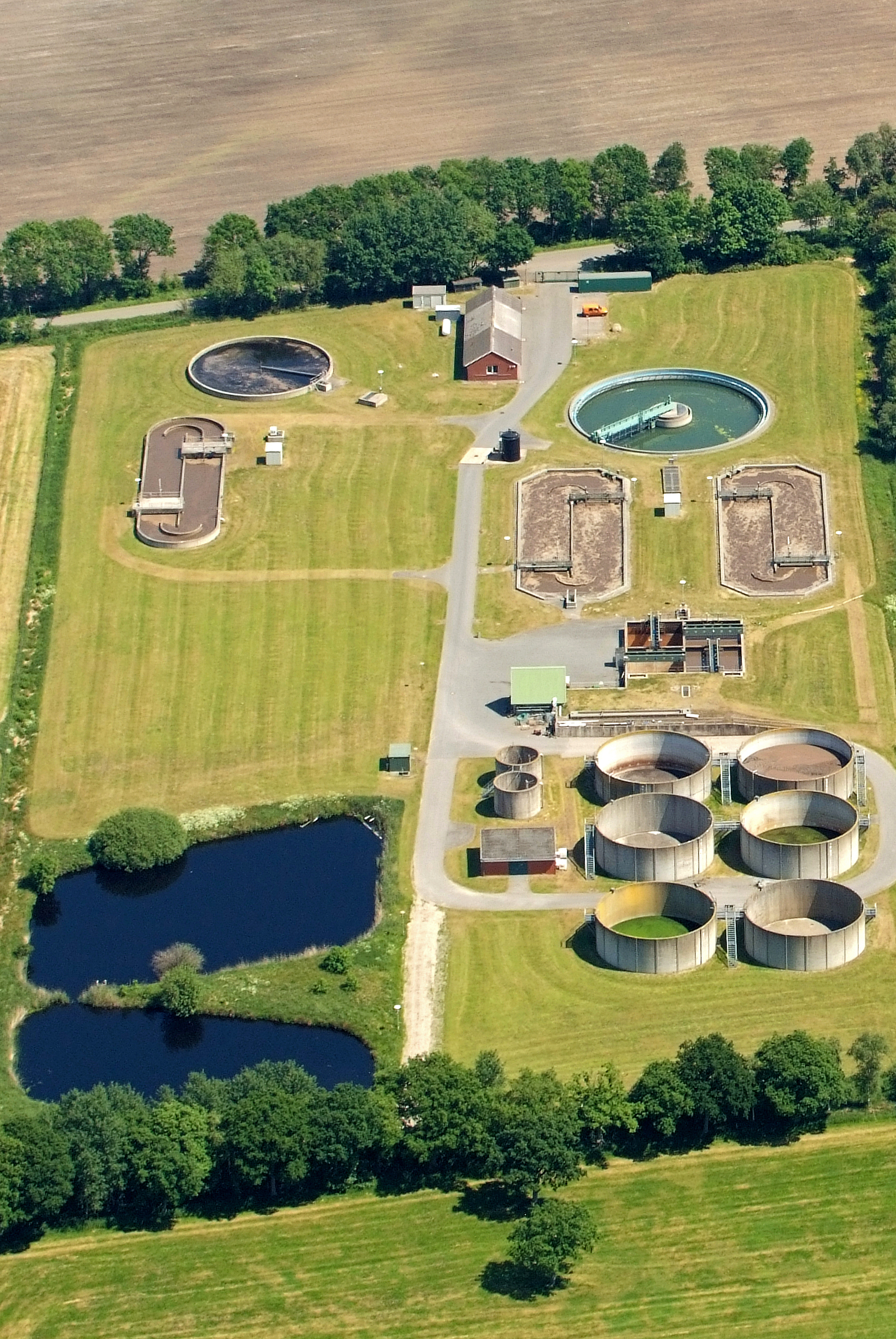
تصفیه‌خانه فاضلاب (نوعی تصفیه‌خانه پساب) در کوکسهاون، آلمان.

تصفیه پساب (به انگلیسی: Wastewater treatment) فرآیندی است که آلاینده‌ها را از فاضلاب حذف کرده و آن را به پسابی تبدیل می‌کند که می‌تواند به چرخه آب بازگردد. پس از بازگشت به چرخه آب، پساب تأثیر قابل قبولی بر محیط زیست ایجاد می‌کند یا برای اهداف مختلف مورد استفاده دوباره قرار می‌گیرد (به نام آب بازیافتی). فرایند تصفیه در تصفیه‌خانه فاضلاب انجام می‌شود. انواع مختلفی از فاضلاب وجود دارد که در نوع مناسب تصفیه‌خانه فاضلاب تصفیه می‌شود. برای فاضلاب خانگی (که فاضلاب شهری یا فاضلاب نیز نامیده می‌شود)، تصفیه‌خانه را تصفیه فاضلاب می‌نامند. برای فاضلاب صنعتی، تصفیه یا در یک تصفیه‌خانه پساب صنعتی جداگانه یا در یک تصفیه‌خانه فاضلاب (معمولاً پس از نوعی پیش‌تصفیه) انجام می‌شود. انواع دیگر تصفیه‌خانه‌های فاضلاب عبارتند از تصفیه پساب کشاورزی و تصفیه‌خانه شیرآبه.